# Municipio de Bluffdale
El municipio de Bluffdale (en inglés: Bluffdale Township) es un municipio ubicado en el condado de Greene en el estado estadounidense de Illinois. En el año 2010 tenía una población de 556 habitantes y una densidad poblacional de 4,71 personas por km².

## Geografía
El municipio de Bluffdale se encuentra ubicado en las coordenadas 39°19′6″N 90°31′42″O / 39.31833, -90.52833. Según la Oficina del Censo de los Estados Unidos, el municipio tiene una superficie total de 118.05 km², de la cual 115,95 km² corresponden a tierra firme y (1,79 %) 2,11 km² es agua.

## Demografía
Según el censo de 2010, había 556 personas residiendo en el municipio de Bluffdale. La densidad de población era de 4,71 hab./km². De los 556 habitantes, el municipio de Bluffdale estaba compuesto por el 98,2 % blancos, el 0,18 % eran amerindios, el 0,36 % eran asiáticos y el 1,26 % eran de una mezcla de razas. Del total de la población el 0,36 % eran hispanos o latinos de cualquier raza.